# Голлівуд над Дніпром. Сни з Атлантиди
«Голлівуд над Дніпром. Сни з Атлантиди» (англ. Hollywood on the Dnieper. Dreams from Atlantis) — український документальний повнометражний кінофільм, історико-документальна притча режисера Олега Чорного за сценарієм Станіслава Цалика, знята 2014 року.
У 2016 році відзначені Мистецькою премією «Київ» у галузі кіномистецтва імені Івана Миколайчука автори фільму — сценарист Станіслав Цалик, режисер Олег Чорний, оператор Олег Маловіцький.
На початку липня 2022 року найбільша база даних у галузі кіно IMDb (США) включила фільм до списку 50 українських документальних стрічок, які обов'язково треба подивитися, щоб зрозуміти Україну, під номером 44.

## Сюжет
Фільм розповідає про мальовниче село Бучак на Канівщині, яке від 1950-х років завдяки режисерові Олександру Довженку стало своєрідним Голлівудом над Дніпром. Річ у тім, що село та його околиці слугували знімальним майданчиком багатьох відомих кінострічок: «Українська рапсодія» (режисера Сергія Параджанова), «Вечір на Івана Купала» (Юрія Іллєнка), «Сон» (Володимира Денисенко), «Бумбараш» (Миколи Рашеєва та Аркадія Народицького), «Іванове дитинство» (Андрія Тарковського), «Поема про море» (Юлії Солнцевої за сценарієм Олександра Довженка) тощо.
Про маловідомі епізоди зйомок у Бучаку згадують члени знімальних груп: Лариса Кадочникова, Раїса Недашківська, Микола Рашеєв, Михайло Іллєнко, Сергій Буковський, Олександр Денисенко, Сергій Якутович, Анатолій Барчук, Сергій Бржестовський, Микола Бурляєв, Михайло Ткачук та інші. Також спогадами про зйомки діляться мешканці села Бучак, які брали участь у масових сценах.
Кінозйомки в селі припинилися 1972 року, коли здали в експлуатацію Канівську ГЕС і Бучак частково затопили штучним Канівським морем. Людей відселили, а село фактично припинило існування. Унікальний український Голлівуд перетворився на затоплену Атлантиду…
За задумом творців фільму, історія Бучака — метафора того, що довелося пережити Україні за останні півстоліття.
У фільмі також беруть участь письменник Любко Дереш, музикант Олег Михайлюта (Фагот), художник-графік Олег Коспа і музичний гурт «Татхагата» (Орест Криса і Кирило Бородін). Окремі епізоди стрічки коментують доктор історичних наук Юрій Шаповал, кінознавець Сергій Тримбач, краєзнавець Михайло Іщенко.
Офіційний трейлер фільму: https://www.youtube.com/watch?v=xOL7ddJyaFI [Архівовано 2 липня 2014 у Wayback Machine.]

## Географія показів
Світова прем'єра: Одеський міжнародний кінофестиваль, 2014.
Іноземна рецензія: журнал The Hollywood Reporter (http://www.hollywoodreporter.com/review/hollywood-dnieper-dreams-atlantis-gollivud-724142 [Архівовано 3 липня 2015 у Wayback Machine.])
Фільм представляв Україну в Раді Європи (Страсбург, 2014), брав участь у Днях української культури в Італії (о. Сицилія, 2015), фестивалі «Інший вимір / Схід культури» (пол. Inny Wymiar / Wschod Kultury, Білосток, Польща, 2016), а також у Фестивалі Параджанова на Левандівці (Львів, 2016), історико-культурологічному Мамай-фесті (Дніпродзержинськ, 2016), ХІ Міжнародному фестивалі поезії «Київські лаври» (Київ, 2016), ІХ Фестивалі українських фільмів у Кембріджі (Кембрідж, Велика Британія, 2016), а також відбулися спеціальні покази у Торонто (Канада, вступне слово д-р Марко Стех) та Лондоні (Велика Британія, вступне слово проф. Роберт Чандлер).
Стрічка демонструвалася на екранах Києва, Черкас, Канева, Вінниці, Мукачева, Ужгорода, Маріуполя та інших українських міст, а також на телеканалі Перший Національний.
Сторінка фільму в соціальній мережі «Фейсбук» — HollyBuchak.

## Публікації про фільм
- Офіційний трейлер фільму [Архівовано 2 липня 2014 у Wayback Machine.] на сайті YouTube
- 'Hollywood on the Dnieper: Dreams From Atlantis' ('Gollivud nad Dniprom: Sni z Atlantidi'): Odessa Review [Архівовано 3 липня 2015 у Wayback Machine.]
- Повернення в «Голлівуд над Дніпром» ― Новини … — CultUA.media (2016)
- Профспілкові ВІСТІ [Архівовано 4 березня 2016 у Wayback Machine.]
- http://life.pravda.com.ua/culture/2014/07/23/175783/ [Архівовано 4 березня 2016 у Wayback Machine.]
- https://umoloda.kyiv.ua/number/2399/164/85359/ [Архівовано 25 липня 2020 у Wayback Machine.]
- http://sobitiya.mk.ua/articles/166-poluchajte-udovolstvie-ot-khoroshego-kino-po-itogam-odesskogo-mezhdunarodnogo-kinofestivalya [Архівовано 19 січня 2016 у Wayback Machine.]
- http://tyzhden.ua/Travel/117386 [Архівовано 5 березня 2016 у Wayback Machine.]
- https://web.archive.org/web/20151116083207/http://sacredgeography.info/2014/09/13/бучак-голлівуд-над-дніпром-або-сни-з-ат/
- https://www.facebook.com/HollyBuchak/photos/a.383403825120664.1073741832.194456077348774/578346498959728/?type=3&theater
- http://litgazeta.com.ua/node/5148%5Bнедоступне+посилання+з+липня+2019%5D
- https://www.facebook.com/HollyBuchak/photos/a.383403825120664.1073741832.194456077348774/586979391429772/?type=3&theater
- http://gazeta.ua/articles/culture/_u-kiyevi-pokazhut-dokumentalnij-film-pro-ukrayinskij-gollivud-nad-dniprom/593716 [Архівовано 4 березня 2016 у Wayback Machine.]
- https://web.archive.org/web/20150412193333/http://nashkiev.ua/zhurnal/konkursy/dokumentalnyy-film-sobytie-gollivud-nad-dneprom-rozygrysh-biletov.html
- http://schedule.nrcu.gov.ua/grid/channel/period/item-listen-popup.html?periodItemID=672319 [Архівовано 4 березня 2016 у Wayback Machine.]
- http://hromadskeradio.org/intervyu/gollivud-nad-dniprom-ce-film-dlya-nebayduzhyh-do-ukrayinskoyi-istoriyi-stanislav-calyk
- https://www.youtube.com/watch?v=CJ-4Q2_M2Rc [Архівовано 5 квітня 2016 у Wayback Machine.]
- http://tsn.ua/video/video-novini/u-stolici-prezentuvali-dokumentalniy-film-pro-ukrayinskiy-gollivud.html?type=202
- http://jetsetter.ua/Stati/Sobytie/Premera-filma-Gollivud-nad-Dneprom.html
- Будет ли в Украине свой Голливуд? | Starbom.com [Архівовано 24 грудня 2015 у Wayback Machine.]
- Новини Канева: Прем'єра фільму «Голлівуд над Дніпром» закінчилася протестом [Архівовано 5 березня 2016 у Wayback Machine.]
- https://www.facebook.com/kinoparty.club/photos/a.985541664795758.1073741865.590503000966295/985542114795713/?type=3&theater
- https://web.archive.org/web/20160304131008/http://dusia.telekritika.ua/fotoreportazhi/26869
- http://taniatuka.blogspot.com/2014/12/blog-post.html [Архівовано 5 березня 2016 у Wayback Machine.]
- http://cultprostir.com.ua/uk/news-single/kiyiv-pobachiv-gollivud-nad-dniprom%5Bнедоступне+посилання+з+липня+2019%5D
- http://md-eksperiment.org/etv_page.php?page_id=3692&album_id=38&category=STATJI [Архівовано 19 січня 2016 у Wayback Machine.]
- http://gazeta.dt.ua/CULTURE/buchak-nad-dniprom-abo-zatopleniy-rayskiy-sad-_.html [Архівовано 13 листопада 2015 у Wayback Machine.]
- https://www.facebook.com/HollyBuchak/photo
- s/a.383403825120664.1073741832.194456077348774/604120029715708/?type=3&theater
- https://www.youtube.com/watch?v=dqsL9X9DIKg
- https://www.umoloda.kyiv.ua/number/2576/164/90854/ [Архівовано 25 липня 2020 у Wayback Machine.]
- http://lieudeurope.strasbourg.eu/projection-du-film-hollywood-on-the-dnieper/ [Архівовано 13 травня 2016 у Wayback Machine.]
- https://www.youtube.com/watch?v=1liibYNrbVY&feature=youtu.be [Архівовано 29 березня 2016 у Wayback Machine.]
- http://www.dovzhenkocentre.org/storage/downloads/ukrainian_films_2015_cat.pdf [Архівовано 13 січня 2016 у Wayback Machine.]
- https://web.archive.org/web/20160305052932/http://www.eramedia.com.ua/article/219889-yak_sklalasya_dolya_ukranskogo_golvudu_nad_dnprom/
- http://prostir.museum/ua/event/3215 [Архівовано 22 травня 2015 у Wayback Machine.]
- http://schedule.nrcu.gov.ua/grid/channel/period/item-listen-popup.html?periodItemID=859255
- http://procherk.info/news/7-cherkassy/33329-pokaz-filmu-gollivud-nad-dniprom-sni-z-atlantidi-perenesli-na-tizhden [Архівовано 21 вересня 2017 у Wayback Machine.]
- https://web.archive.org/web/20160209093314/http://oblradack.gov.ua/novini/3425-u-cherkasah-prezentuvali-knoflm-gollvud-nad-dnprom-sni-z-atlantidi.html
- https://www.facebook.com/events/1667925970095455/
- https://www.facebook.com/HollyBuchak/photos/a.383403825120664.1073741832.194456077348774/751650698295973/?type=3&theater
- https://www.facebook.com/HollyBuchak/photos/a.383403825120664.1073741832.194456077348774/749250951869281/?type=3&theater
- http://1tv.com.ua/news/channel/73471 [Архівовано 22 грудня 2015 у Wayback Machine.]
- http://grinchenko-inform.kubg.edu.ua/domekayemosya/#more-637 [Архівовано 11 березня 2016 у Wayback Machine.]
- http://cutinsight.com/ua/10-ukrainskih-filmov-o-lyubvi-k-kino/ [Архівовано 5 червня 2016 у Wayback Machine.]
- http://www.festrestdivan.com.ua/?p=18433 [Архівовано 4 червня 2016 у Wayback Machine.]
- http://mamayfest.at.ua/ [Архівовано 3 березня 2016 у Wayback Machine.]
- https://kyivcity.gov.ua/news/naykraschikh_mittsiv_stolitsi_vidznachili_mistetskoyu_premiyeyu_kiv/ [Архівовано 25 липня 2020 у Wayback Machine.]
- http://screenplay.com.ua/plot/?id=1112 [Архівовано 10 червня 2016 у Wayback Machine.]
- https://www.facebook.com/profile.php?id=100001439403016&sk=photos&collection_token=100001439403016%3A2305272732%3A69&set=a.799073970150576.1073741947.100001439403016&type=3
- https://www.facebook.com/profile.php?id=100001439403016&sk=photos&collection_token=100001439403016%3A2305272732%3A69&set=a.844455672279072.1073741966.100001439403016&type=3
- http://lorna-l.livejournal.com/1138604.html [Архівовано 17 січня 2017 у Wayback Machine.]